# Euphrasia chumbica
Euphrasia chumbica är en snyltrotsväxtart som beskrevs av Robert Reid Mill. Euphrasia chumbica ingår i släktet ögontröster, och familjen snyltrotsväxter. Inga underarter finns listade i Catalogue of Life.